# Polysegmentina
Polysegmentina es un género de foraminífero bentónico de la subfamilia Sigmoilinitinae, de la familia Hauerinidae, de la superfamilia Milioloidea, del suborden Miliolina y del orden Miliolida. Su especie tipo es Hauerina circinata. Su rango cronoestratigráfico abarca el Holoceno.

## Clasificación
Polysegmentina incluye a las siguientes especies:
- Polysegmentina circinata
- Polysegmentina lecointrei
- Polysegmentina marcaisi
  - Polysegmentina marcaisi cushmani